# Ridge A
Ridge A je místo nacházející se na 73°30' východní délky a 81°30' jižní šířky, zhruba 1000 km od jižního pólu, spadající pod Australské antarktické teritorium.
Místo se nachází na Antarktické výšině na ledovém příkrovu a i jeho okolí je na vyvýšeném místě – je ve výšce 4053 m n. m.
Toto místo je zajímavé z několika důvodů:
- Jedná se o jedno z vůbec nejchladnějších míst na Zemi. Jeho zimní teplotní průměr je –70 °C a předpokládá se, že může mít ještě nižší teploty než Dome A, od kterého je vzdálené cca 144 km.
- Ridge A má výborné podmínky pro pozorování vesmíru ze zemského povrchu (co se týče viditelnosti skrze atmosféru):
  - minimální srážky
  - minimální tvoření vodní páry
  - minimální vítr – Ridge A v tomto ohledu působí jako „oko tornáda“, kolem kterého stratosférické větry na Antarktidě počínají a kolem něho se tvoří
  - odhaduje se, že na místě Ridge A může být obloha třikrát čistší než kdekoli jinde na Zemi[1] a kvalita snímků z případného tam umístěného teleskopu by mohla být téměř srovnatelná s Hubbleovým vesmírným teleskopem.
- Po několik let bylo vědci navrhována stavba druhého Velkého Magellanova teleskopu[2] (první stojí v jihoamerickém Chile).
- Vzhledem k extrémní nedostupnosti místa by náklady na stavbu teleskopu na Ridge A byly mnohokrát větší než náklady na vynesení takového teleskopu na oběžnou dráhu Země.[1]

Od ledna 2012 na místě funguje malá mezinárodní observatoř s vědci z USA (z Arizonské univerzity) a Austrálie. Její hlavní součástí je terahertzový teleskop (HEAT – High Elevation Antarctic Terahertz Telescope), který je schopen detekovat záření, které kdekoli jinde na Zemi jen velmi zřídka pronikne až na povrch.